# Carretera Zuya-Orduña
La carretera que une los municipios de Zuya y Orduña por el puerto de la Barrerilla recibe el nombre de  A-2521  en su recorrido por Álava y  BI-2521  en Vizcaya. Comienza en la salida 22 de la  N-622 , junto al alto de Altube, y finaliza en la  BI-625  en Orduña. Hasta la transferencia de las carreteras comarcales a las Diputaciones Forales, esta carretera constituyó un ramal de la  C-6210  (Vitoria-Valmaseda-Ramales) que comunicaba la capital alavesa con el enclave de Orduña.

## Trazado
| Velocidad                       | Esquema | Carretera que enlaza                                              |
| ------------------------------- | ------- | ----------------------------------------------------------------- |
|                                 |         | BI-625 Bilbao - Burgos Orduña                                     |
|                                 |         | BI-4907 Artómaña                                                  |
|                                 |         | A-4608 Aloria                                                     |
|                                 |         |                                                                   |
| Puerto de la Barrerilla (645 m) |         |                                                                   |
|                                 |         | A-4422 Unzá                                                       |
|                                 |         | A-4421 Oyardo - Uzquiano                                          |
|                                 |         | Gújuli                                                            |
|                                 |         | A-3314 Izarra - Zuazo de Cuartango - Pobes                        |
|                                 |         | Belunza A-3612 Izarra                                             |
|                                 |         | N-622 Murguía - Vitoria AP-68 Bilbao - Miranda de Ebro - Zaragoza |